# Битва при Жамблу
Битва при Жамблу́ (нидерл. Slag bij Gembloers) — сражение Восьмидесятилетней войны, в ходе которого испанская армия под командованием Хуана Австрийского нанесла поражение фламандским повстанцам 31 января 1578. Битва произошла на территории современной бельгийской провинции Намюр. Потери повстанцев достигли 10 тысяч человек.

## Предыстория
После Испанской ярости в Антверпене католики и протестанты Нидерландов заключили Гентское умиротворение, нацеленное на совместную борьбу с испанским господством. Испанские войска были переправлены в Италию в апреле 1577 года, после того как новый генерал-губернатор испанских Нидерландов, сводный брат Филиппа II и триумфатор Лепанто, Хуан Австрийский подписал Вечный эдикт 1577 года.

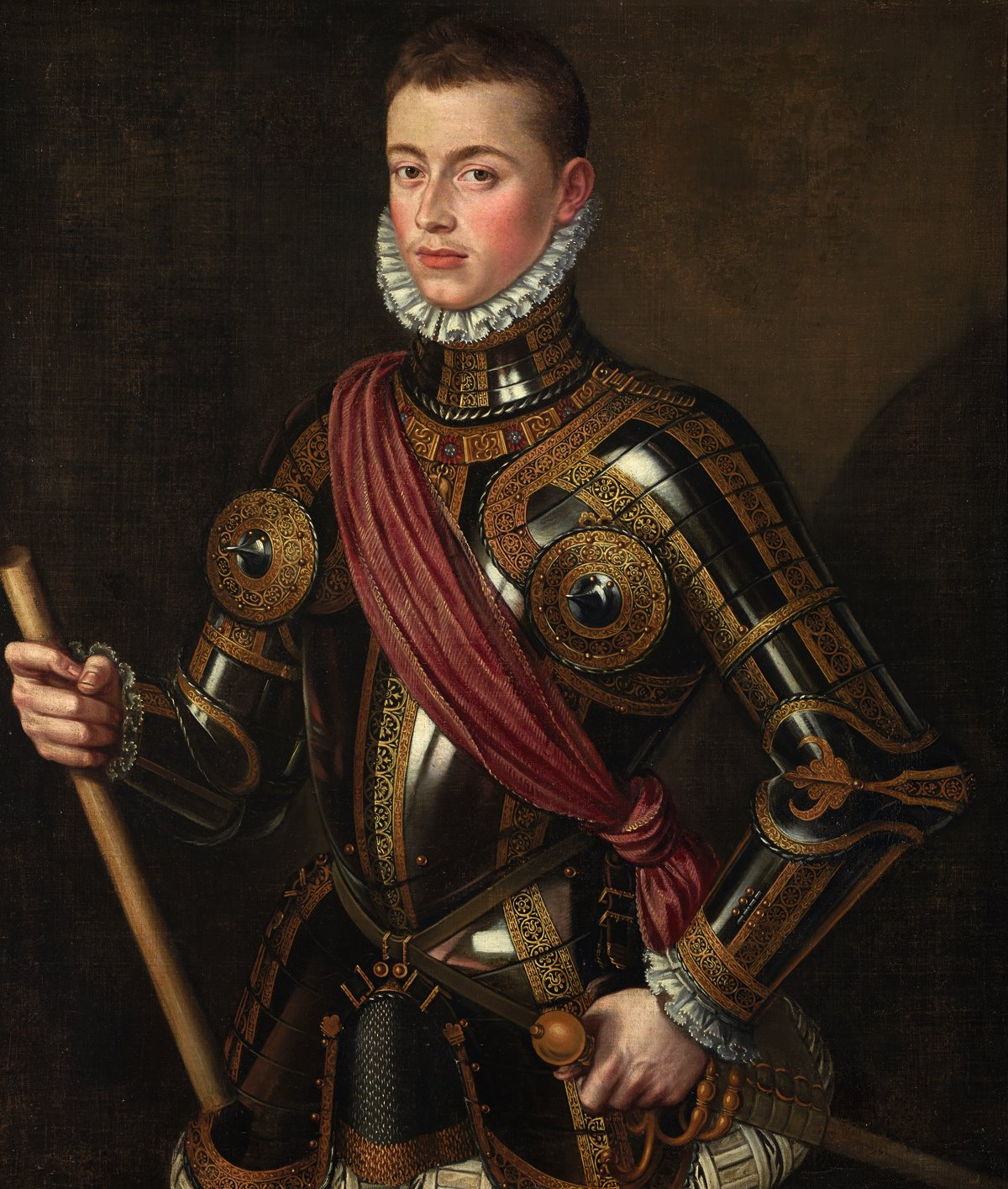
Хуан Австрийский

Тем не менее, летом 1577 года Хуан Австрийский начал планировать новую кампанию против голландских повстанцев, и в июле 1577 года захватил без боя цитадель Намюр. Эти действия дестабилизировали непрочный союз между католиками и протестантами. С декабря 1577 года Хуан Австрийский, находясь в Люксембурге, получал подкрепления из испанской Ломбардии. Алессандро Фарнезе, будущий герцог Пармы, привёл 9000 закаленных в боях солдат, вскоре прибыли 4000 солдат из Лотарингии под командованием Петера Эрнста I, графа Мансфельда. К январю 1578 года Хуан Австрийский имел в своем распоряжении от 17 000 до 20 000 солдат.
Повстанцы могли выставить не более 25 000 солдат, но они были плохо вооружены и были очень разношерстны: среди них были голландцы, фламандцы, англичане, шотландцы, валлоны, немцы и французы. Разнообразный религиозный состав также вредил дисциплине в рядах повстанческой армии.

## Битва
В последние дни января 1578 года голландский военный лагерь расположился между Жамблу и Намюром. Армия была в плохом состоянии, среди солдат было много больных. Лидеры повстанцев Жорж де Лален, Филипп II де Лален, Робер де Мелён и Валентен де Пардьё, отсутствовали: они находились на праздновании брака барона Де Берселя и Маргариты де Мерод в Брюсселе. Командование армией находилось в руках Антуана де Гоньи, сеньора де Вандеж. Среди его подчинённых были Максимилиан де Энен-Льетар, граф Боссу, Мартен Шенк (которые после поражения при Жамблу был зачислен в армию Фландрии), Эммануэль-Филибер де Лален, граф Филипп д’Эгмонт (в 1579 году он прервал все контакты с Вильгельмом Оранским и предложил свои услуги испанцам, для которых он отвоевал несколько городов), Виллем II де ла Марк и Шарль-Филипп де Крой, маркиз д’Авре.
Когда де Гоньи получил известие, что испанская армия приближается к Намюрю, он решил отойти к Жамблу.

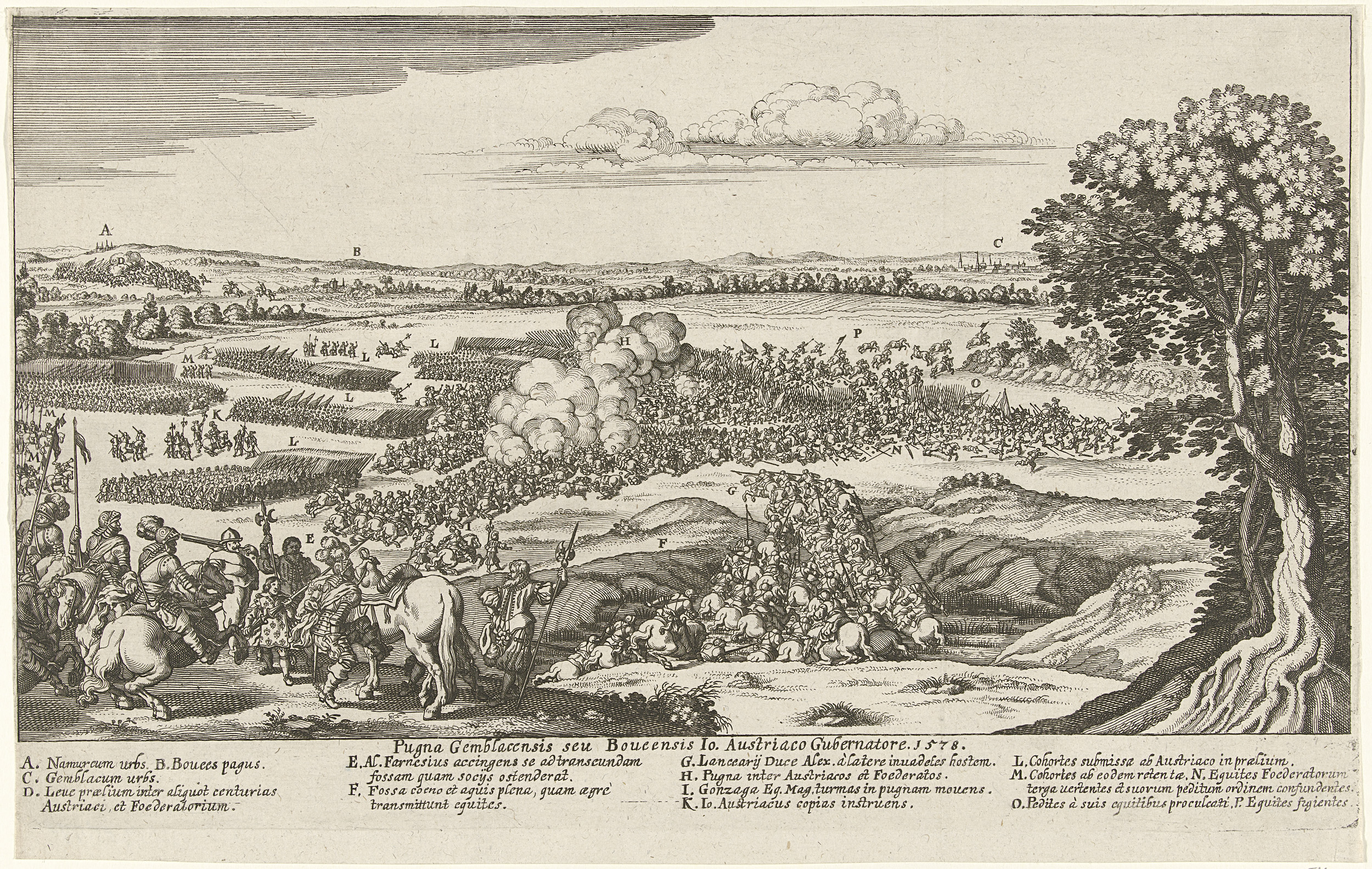
Битва при Жамблу, худ. Й. В. Баур

На рассвете 31 января испанская армия встретилась с повстанческой армией. В авангарде испанцев следовала кавалерия дона Октавио Гонзага, следом шли мушкётеры и пехотинцы под командованием дона Кристобаля де Мондрагона, а далее следовала основная часть армии во главе с Хуаном Австрийским и доном Алессандро Фарнезе.
Испанская кавалерия пересекла реку Маас и ударила по арьергарду повстанцев. С основной армией Хуан Австрийский отошел к югу от Мааса, послав вперед кавалерию Фарнезе с заданием изматывать противника, но не сближаться с ним до прихода остальных войск. Но Фарнезе, видя плачевное состояние вражеских войск, посоветовал Мондрагону и Гонзага не медлить и ударить сразу. Нидерландская кавалерия, защищавшая тыл армии, после нескольких столкновений с испанцами бежала к своим, посеяв панику среди повстанцев. В результате строй повстанцев распался, армия побежала, и испанская кавалерия практически без сопротивления стала уничтожать бегущих солдат.
Нидерландская армия попыталась перестроиться, но произошел взрыв боеприпасов, в результате чего многие погибли. Часть повстанческих войск, в основном голландских и шотландских, во главе с полковником Генри Балфуром, попытались занять оборонительные позиции, но не смогли ничего противопоставить мушкетёрам и пикинёрам Хуана Австрийского. Победа испанцев была полной, де Гоньи и значительная часть его офицеров были взяты в плен. Хуан Австрийский захватил 34 знамени, всю артиллерию и обоз врага, тысячи повстанцев были убиты или пленены. Испанские потери были минимальными — 12 погибших и несколько раненых. 3000 повстанцев достигли Жамблу и заперлись в деревне, но 5 февраля после переговоров они сдались, а Жамблу избавлен от разграбления.

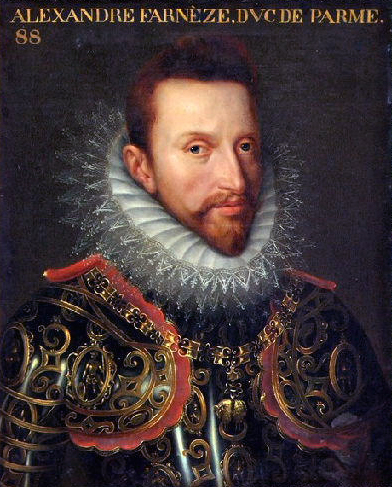
Дон Алессандро Фарнезе, худ. О. ван Веен

К пленённым на поле битвы испанцы оказались менее снисходительны: сотни пленников были повешены или утоплены.

## Последствия
Поражение при Жамблу вынудило Вильгельма Оранского, лидера восстания, оставить Брюссель. Победа Хуана Австрийского также означала конец Брюссельской унии и ускорила распад единства провинций повстанцев.
Дон Хуан умер 9 месяцев спустя после битвы (вероятно, от тифа), 1 октября 1578 года, и его место в должности генерал-губернатора занял Алессандро Фарнезе (об этом короля просил сам Хуан Австрийский). Во главе испанской армии он отвоевал большую часть Нидерландов в последующие годы.
6 января 1579 года лояльные испанской монархии провинции подписали оборонительную Аррасскую унию, выразив свою покорность королю Филиппу II и признав Фарнезе генерал-губернатором Нидерландов. В свою очередь протестантские провинции подписали Утрехтскую унию.